# Jenny Lind

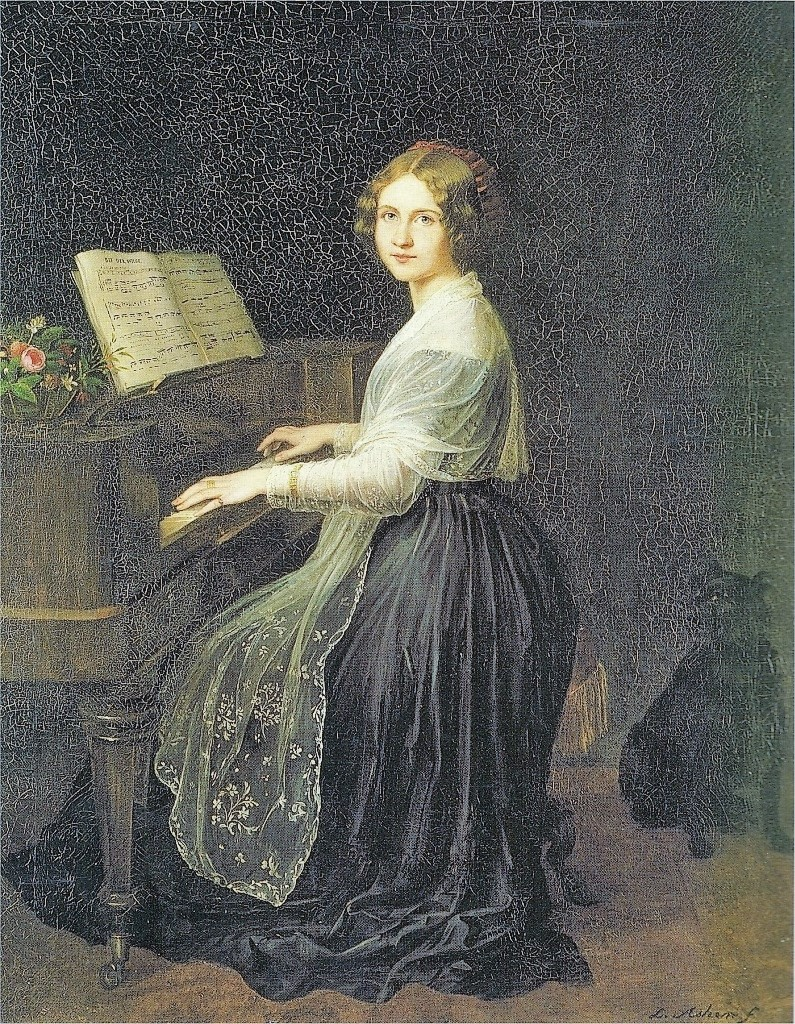
Jenny Lind porträtterad av Julius Ludwig Asher.

Jenny Lind, egentligen Johanna Maria Lind, efter giftermålet Jenny Lind-Goldschmidt, född 6 oktober 1820 i Klara församling i Stockholm, död 2 november 1887 i Wynd’s Point nära Little Malvern i Worcestershire i Storbritannien, var en svensk operasångerska (sopran), hovsångerska 1840. Hon var Kammersängerin vid det habsburgska hovet i Wien.
Lind fick sin musikaliska utbildning vid Adolf Fredrik Lindblads musikskola i Stockholm. Hon turnerade mycket, bland annat i flera europeiska länder. I det som nu kallas för Tyskland träffade hon bland annat Felix Mendelssohn som skrev ett oratorium för hennes röst. I England kom drottning Viktoria till hennes konserter och historien säger att det var hon som gav henne ett smycke med en näktergal som var smyckad med rubiner och smaragder. Lind kontaktades snart av P.T. Barnum som rest till England för att försöka engagera henne. Till en början var Lind tveksam men accepterade när det garanterade gaget var 150 000 dollar för 150 konserter. Hon skulle även få en bonus på merförsäljning. Hon anlände till New York i september 1850. Mottagandet var fantastiskt. Impressarion P.T. Barnum hade engagerat tusentals personer, bland annat New Yorks brandmän, och lanserade Lind som ”The Swedish Nightingale”, ”Den svenska näktergalen”. H.C. Andersens Näktergalen anses vara skriven som en hyllning till Lind – Andersen var förälskad i henne och friade till henne flera gånger, men hon avböjde alltid.
Den första konserten i USA hölls i Castle Garden, som rymde cirka 6 000 personer. Vinsten från konserten blev stor; Linds andel utöver hennes gage blev över 10 000 dollar. Hon skänkte det mesta till välgörenhet. Efter New York skulle hon resa till Boston några dagar senare. Arrangören P.T. Barnum auktionerade ut biljetter till den följande konserten i Boston. Den dyraste biljetten till denna konsert ropades in för 625 dollar, motsvarande flera årslöner. P.T. Barnum arrangerade sedan 150 konserter, men Lind medverkade inte vid alla. En ganska okänd del av hennes verksamhet var att hon reste till Kuba. Hon höll där först en konsert som blev utbuad av publiken, men gjorde ytterligare en konsert som blev en framgång.
Lind gifte sig 1852 i USA med pianisten Otto Goldschmidt. Paret flyttade senare till England och hon dog i Worcestershire i England den 2 november 1887. Hennes minne finns bevarat genom en plakett i Poets' Corner i Westminster Abbey.

## Biografi

### Tidiga år
Lind föddes i Klara församling i Stockholm som utomäktenskaplig dotter till bokhållaren Niclas Jonas Lind (1798–1858) och lärarinnan Anne-Marie Fellborg (1793–1856). Under sina första år var hon utackorderad till en klockarfamilj i Klockargården vid Eds kyrka i Upplands Väsbys kommun. Fadern har beskrivits som en ”godhjärtad slarver” utan förmåga att försörja varken sig eller andra, så det var Jenny Linds mor som fick hålla ihop hemmet. Hon levde på att undervisa små flickor, men de svåra förhållandena hade gjort henne bitter och retlig. Modern var skild men avstod av religiösa skäl från att gifta om sig innan den tidigare maken avlidit 1834. Jenny Lind var då fjorton år gammal.
När Lind var nio år gammal råkade en husjungfru till Fredrika Lundberg, premiärdansös vid Kungliga Operan, höra henne sjunga. Förundrad över flickans röst återvände tjänarinnan nästa dag tillsammans med Lundberg. De ordnade med en audition och hjälpte henne till en plats på Dramatens elevskola, varför hon tidigt uppträdde i en rad talroller. Teaterns sånglärare, Carl Magnus Crælius, uppmärksammade hennes sångröst. Enligt kontraktsbestämmelserna fick hon "på teaterns bekostnad föda, kläder och husrum jämte fri undervisning i sång, deklamation, dans och de kunskaper, som tillhöra ett bildat fruntimmers uppfostran och äro behövliga för teateryrket".
Lind var knappt mer än tio år gammal då hon fick uppmärksamhet i pressen för en barnroll med dans. Dagligt Allehanda skrev: ”Den lilla Jenny Lind spelar utmärkt väl – vi skulle nästan vilja säga för väl. En sådan dristighet och säkerhet i teatralisk aktion hos ett barn, en så fullkomlig frihet från all förlägenhet hos en liten flicka, som uppträder inför en publik av 1,200 personer, är ett undantag från naturens vanliga ordning.”

### Genombrott
Lind fick sångundervisning av Isaak Berg. Hon studerade även drama för Karolina Bock, och blev vid sidan av sin sång uppmärksammad även för sin skådespelarkonst. Hon hade ovanligt gott gehör. År 1837 sjöng hon i Lindblads Frondörerna. Den 7 mars 1838 uppträdde hon för första gången i en huvudroll, som Agathe i Friskytten, och gjorde succé. Efter detta firade hon den 7 mars som sin andra födelsedag. Även som Euryanthe, Pamina, Alice och Lucia gjorde hon succé och på konsertresor om somrarna, där hon helst stannade i Uppsala hos studenterna och Erik Gustaf Geijer, sjöng hon folkvisor.
Hon blev god vän med Geijer och andra samtida kulturpersonligheter som Atterbom, Fredrika Bremer och A. F. Lindblad. Hos den senare bodde hon under en period. Geijer skrev i början av 1840 att husfreden hemma hos paret Lindblad hotades då deras ”hus är belägrat av hennes beundrare, vilka nu utgöra hela allmänheten”. Mellan Jenny Lind och Lindblad uppstod också – trots en åldersskillnad på tjugo år – romantiska känslor, som kostade hans maka många bittra stunder. Känslan behärskades dock innan den hunnit grumla hemmets lycka.
Lind förblev blyg inför alla hyllningar. Malla Silfverstolpe, som också blev hennes goda vän, berättade från studenternas sångarhyllning för Jenny Lind vid vårfesten i Uppsala 1840: ”Hon var förlägen, ville ej visa sig men kom till mig och slöt sig till mig. Jag drog henne då till fönstret och sade: ’Stå här hos mig som hos en mamma!’ Hon besvarade då rörd deras hyllande hälsning.”
Hon utnämndes 1840 till hovsångerska av kronprins Oscar. År 1840 invaldes hon också som ledamot av Kungliga Musikaliska Akademien.

### Internationell karriär
Geijer var den bland Linds tidigare vänner som starkast uppmanade henne att resa utomlands för att studera vid internationellt ansedda musikcentrum. ”Han sparkade mig ut i den vida världen”, brukade hon säga. Efter en avskedskonsert reste hon 1841 till Paris för att fullborda sina studier hos Manuel Patricio Rodríguez García. Hon mottogs ganska kallt av den berömde sångläraren, som rådde henne att inte sjunga en ton under sex veckor. När hon därefter kom tillbaka till García ansåg mästaren att hennes röst hade förbättrats så pass att det lönade sig att arbeta på att utveckla den, och han lovade ta hand om saken. Hon studerade därefter i tio månader för García. Hans arvode var drygt – 10 riksdaler banco i timmen – men sångerskan fick i gengäld kunskaper i så nödvändiga förutsättningar för att lyckas som de om andhämtningen, om röstbildningen, om den olika användningen av röstregistren och många andra tekniska enskildheter som hon tidigare hade svävat i fullständig okunnighet om.
Linds sångröst hade rik klang och utmärkta drillar. Enligt Luigi Lablache var varje ton som en pärla i de svåraste ruladerna och koloraturpassagerna. Hon ägnade mycket stor omsorg åt artikulationen på olika språk.
Hon provsjöng för Giacomo Meyerbeer på Stora operan i Paris 1842, men blev inte anställd. Nu längtade hon av hela sitt hjärta hem igen, från världsstadens ytlighet, sensationslystnad och lättfärdiga liv. Med glädje accepterade hon därför på våren 1842 ett anbud om engagemang vid Kungliga Teatern i Stockholm med 1 800 riksdaler banco i fast lön för 50 föreställningar om året. I Stockholm uppträdde hon som Norma inför en jublande salong, där platserna sägs ha kostat upp till 10 riksdaler banco. Följande år sjöng hon i Finland och Danmark i gästspel i Åbo, Helsingfors och Köpenhamn. Hon spelade samma år Vingåkersflickan i Ett nationaldivertissement och Märtha i En majdag i Värend i Stockholm. Året därpå syntes hon som Valentine i Hugenotterna, Ninette i Skatan, Sömngångerskan, Grevinnan i Figaros bröllop, Armida, Anna Boleyn och Fiorilla i Turken i Italien.
Lind inspirerade både tonsättare och poeter som Lindblad och Erik Gustaf Geijer. Redan i Paris hade hon av Meyerbeer fått erbjudanden om arbete i Berlin som hon nu ägnade sig åt. Hon uppträdde som Norma 1844 och den enbart för henne komponerade Vielka (Ein Feldlager in Schlesien). Under ett besök i Stockholm 1845 spelade hon Marie i Regementets dotter. Redan samma år återvände hon till Tyskland, och därefter följde en mängd gästspel på tyska scener.
Snart var hennes anseende som den tidens största sångerska och skådespelerska orubbligt, och överallt där hon uppträdde sjöng hon för överfyllda hus. Ofta måste polisen ingripa för att hindra slagsmål om biljetter och platser.
Hon gästspelade därefter även i Köpenhamn och Wien, samt från 1847 i London och brittiska landsorten. En ”Jenny-Lindfeber” utbredde sig över hela England. När hon återkom till Stockholm mottogs hon som en drottning, och vid sitt besök i Köpenhamn hyllades hon i hänförda verser av både Oehlenschläger och H.C Andersen, som inte gjorde någon hemlighet av att han var upp över öronen förälskad i henne. I en självbiografisk skildring skrev Andersen: "Det födes icke på ett århundrade ännu en person så begåvad som hon, yttrade Mendelssohn, då han talade med mig om Jenny Lind, och hans ord uttryckte fullkomligt min egen övertygelse. Genom Jenny Lind lärde jag först känna det heliga i konsten. Genom henne lärde jag, att man måste glömma sig själv i den Högstes tjänst. Inga böcker, inga människor ha haft ett mer förädlande inflytande på mig som författare än Jenny Lind."
Sina växande inkomster använde Jenny Lind till att understödja unga konstnärer, och hon skänkte bort stora summor till välgörande stiftelser. Från den dag hon intog en plats på den europeiska skådebanan sjöng hon aldrig i Sverige för egen vinst. Hon vägrade att ta emot pengar från sina landsmän. Hela sitt gage för en serie uppträdanden på Kungliga Teatern i Stockholm under vintern 1847–48 anslog hon till en fond för grundande av en uppfostringsanstalt för medellösa barn med scenbegåvning.
Jenny Lind hade en mångårig relation till Kungliga institutet för döfstumma och blinda på Manilla, delvis genom sin förste sånglärare, hovsångaren Isaak Berg. Hans son, Albert Berg, var döv och elev vid institutet, vilket medförde att Lind vid flera tillfällen besökte anstalten och även bidrog ekonomiskt. Den 8 januari 1848 närvarade hon vid en högtidlighet på institutet som anordnades till ära för både den avgående direktören, grosshandlare Smerling, och för Jenny Lind själv. Den 18 mars samma år gav Demoiselle Jenny Lind å Kungliga Teatern Operan en föreställning av Friskytten, vars nettobehållning anslogs till inredande av en kyrkosal å öfvre Manilla.
I London sjöng hon för de lungsjuka, som väckte hennes särskilda medlidande. I staden fanns endast en vårdanstalt för lungsjuka, och den räckte inte på långt när till för dem alla. Jenny Lind sjöng på en välgörenhetskonsert ihop medel till en hel ny flygelbyggnad, som fick namnet ”Jenny Linds galleri”. Storbritanniens premiärminister lord Beaconsfield tackade henne i ett tal i vilket han kallade hennes toner för ”en kärlekens lovsång”. ”För mig”, sade han, ”ligger det någonting utomordentligt skönt i detta liv av musik och välgörenhet – ett liv ägnat åt himmelska toner och ännu mer himmelska handlingar. Hur stor är ej den konstnär, som kan säga: ’Vilken dag som helst kan jag i teatersalongen församla en värld och understödja ett välgörenhetsverk eller belöna en enskild person tiotusen gånger bättre än någon konung eller kejsare!’” Sedan sjöng Lind flera gånger på olika platser i England för välgörande ändamål.

### Som konsertsångerska
I början av april 1848 uppträdde hon i Lucia di Lammermoor , Norma samt Regementets dotter  i Stockholm. Hon lämnade dock scenen 1849, dels på grund av överansträngning, dels på grund av sitt växande religiösa intresse. Från och med nu verkade hon uteslutande som konsertsångerska. Till en av sina bästa vänner skrev hon en tid efter att ha tagit det avgörande steget: ”Jag inser klart, huru oändligt mycket jag har att göra för min förädling; och jag har blott en innerlig bön: den, att jag måtte få leva nog länge för att vid min levnads afton kunna visa Gud en renare själ.”
Hon kontaktades 1850 av P.T. Barnum som lyckades övertala henne att företa en längre turné i USA. Han hade gjort upp med Lind om 150 konserter mot ett honorar av 1 000 dollar per afton förutom ersättning för alla omkostnader för resor och bostäder. Men dagen före den första konserten förklarade Bamum för henne att han måste ändra kontraktet och garanterade i stället sångerskan halva inkomsten av varje konsert, så snart den uppgick till minst 6 000 dollar – så säker var han på hennes succé. Sällan gav någon konsert mindre än 10 000 dollar, och hans egen nettobehållning blev över en halv miljon dollar.

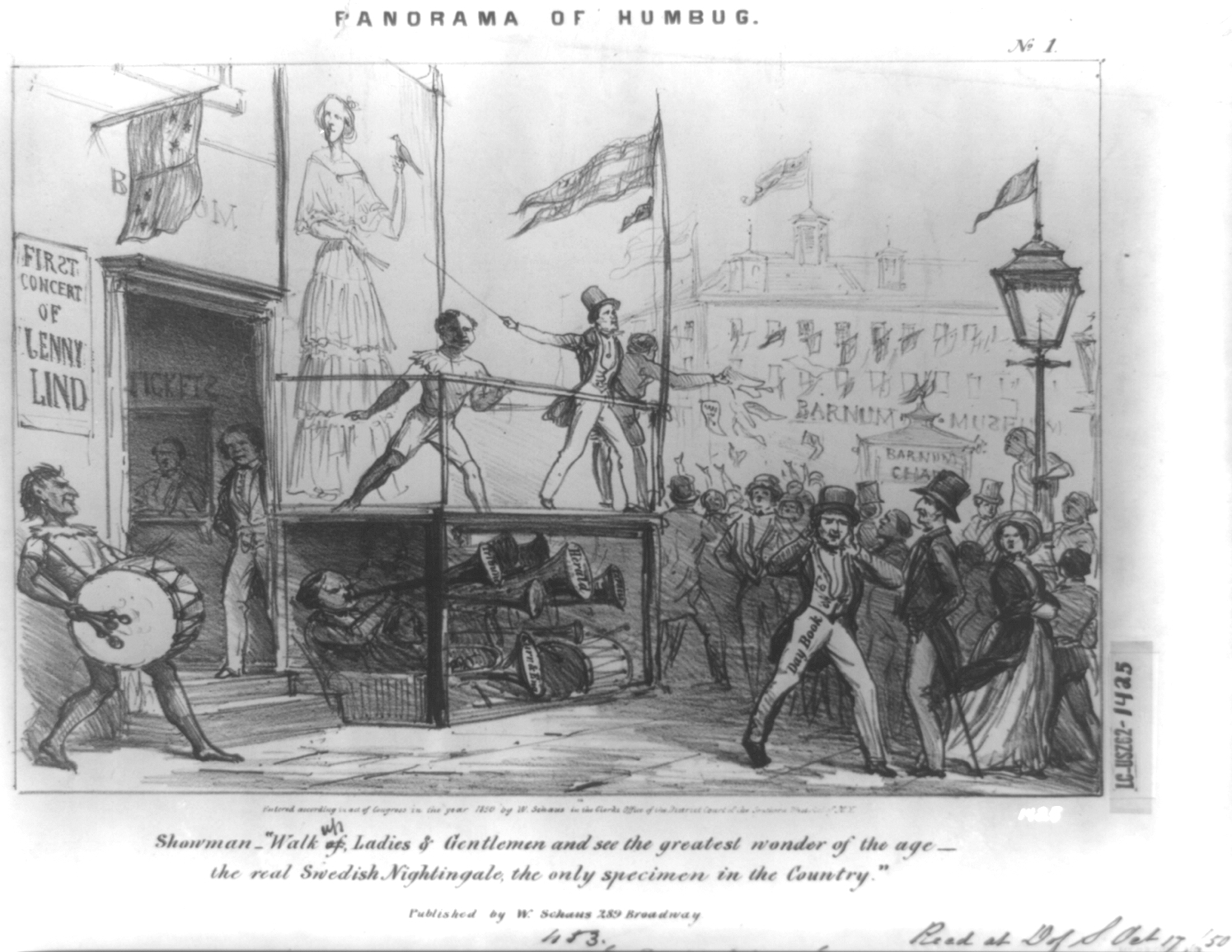
Folkmassor strömmar till en konsert av Jenny Lind i USA.

Lind spelade i London och Nordamerika (1850–52). I Boston gifte hon sig 1852 efter två tidigare förlovningar (bland annat med Julius Günther), med pianisten Otto Goldschmidt. Jenny Lind och Goldschmidt träffades under gemensamt konstnärligt arbete. Han ackompanjerade henne nämligen på piano under sista delen av hennes turné i Amerika. Goldschmidt var jude men konverterade inför giftermålet, och Lind stod själv fadder. Lind hade inte tagit det avgörande steget utan tvekan. Hennes make var nio år yngre än hon, och vad hon kände för honom var mera vänskap än kärlek. Men – som hon anförtror sin vän tonsättaren Jacob Axel Josephson – ”efter mycken och mogen överläggning och efter dödandet av alla illusioner, med bara klara, nakna sanningen framför mig, beslöt jag att icke visa bort den, som visat sig ädlast och mest sansad av alla, jag hade sett”. Makarna Goldschmidt bosatte sig först i Dresden och sedan i England. Äktenskapet blev lyckligt och paret fick tre barn.

### Senare år
Under åren 1854–59 var hon ute på större konsertresor i Tyskland, Holland, Storbritannien och Irland. Därefter drog hon sig tillbaka till sin villa i Worcestershire i England och ägnade sig åt familjeliv, välgörenhet och sång. Hon var hon sånglärare vid Royal College of Music 1883–86.
Trots att hon var bosatt utanför Sverige, gjorde hon ofta donationer till välgörenhet i Sverige. Hon gav exempelvis år 1857 10 600 kronor till skyddsföreningen för sinnessjuka konvalescenter samt 1858–75 över 25 000 kronor till Malmqvistska barnuppfostringsanstalten i Stockholm och 40  000 kronor till diakonissanstalten i samma stad. När Lind 1847–48 uppträdde på Kungliga Teatern, skänkte hon en del av sin inkomst till en fond som under 11 år delade ut resestipendier till musikelever och en gång elever av bildande konst. När fonden 1876 uppgick till över 83 000 kronor, donerade hon ena hälften av den till Musikaliska Akademien och andra hälften till Konstakademien. Avkastningen skulle bilda ett stipendium på 3 000 kronor för vardera akademi att dela ut (Jenny Lind-stipendiet).
Ända till år 1883 fortsatte Lind-Goldschmidt att ge konserter i välgörande syften. Två gånger var hon hemma i Sverige och hälsade på gamla vänner, och besökande svenskar blev alltid gästfritt mottagna i hennes hem i Dresden och England.
På hösten 1887 avsomnade hon stilla. En av de sista dagarna, medan hon låg på sin dödsbädd och hennes dotter öppnade fönsterluckorna för att släppa in morgonsolens strålar, lät sångerskan sina läppar forma sig till de första tonerna av den gamla älskade sången ”An den Sonnenschein”. Det blev Linds svanesång.

## Uttalanden om Jenny Lind
J.A. Josephson i Teater och musik, 1876, nr 11
Det är dock något hos vår landsmaninna, som gjort henne så stor även i jämförelse med de största. Hon förenar nämligen med den mest fulländade sångförmåga, mot vilken de nuvarande storheternas konstfärdighet förbleknar, en mångsidigare dramatisk talang än som, om vi undantaga Maria Malibran, fallit på någon av de nämndas lott samt ett musikaliskt snille och vetande, som väl icke förut, om ej hos den i det förra århundradet så beundrade Faustina Hasse, uppenbarat sig hos någon af världens ryktbara sångerskor. Kommer nu härtill en själfullhet, som vid föredraget af visan ej behöft det minsta artistiska koketteri eller själfsvåldiga utstyrsel för att låta den framstå i dess naiva skönhet, som för den dramatiska sången funnit ej blott det trognaste och sannaste, utan äfven det varmaste uttryck, och som i oratoriet tager sin flykt mot de rymder där den jordiska sången har sin urbild - så kan hvar och en förstå, att Jenny Lind kan nämnas såsom ett bland dessa snillen, af hvilka under hvarje århundrade konsthistorien har blott få att nämna.
Adam Lindgren i Nordisk familjebok, band 16
Allting tyder på, att det ytterst var från själva hennes geniala personlighet, hennes genomrena karaktär och upphöjda själstyp, som denna trollmakt utströmmade. Medan omdömena om henne som sångerska enstämmigt gå ut på, att hon varit den yppersta sångartist, som kanske någonsin funnits till, är omdömena om hennes skådespelarförmåga ej lika odelade. Mest obestridd synes denna ha varit på den komiska operans område. Även roller av tragisk passion gick hon nog fullt upp uti, men ingöt i dem städse sin egen jungfruliga renhet, även där situationen och karaktären kunde kräva annat; hon förmådde ej gå utom sig själv
Dikten ”Näktergalen”
Diktaren Pehr Thomasson skrev en fjorton strofer lång dikt med titeln Näktergalen tillägnad Lind.

## Hedersbetygelser
- Utnämndes till hovsångerska 1847.

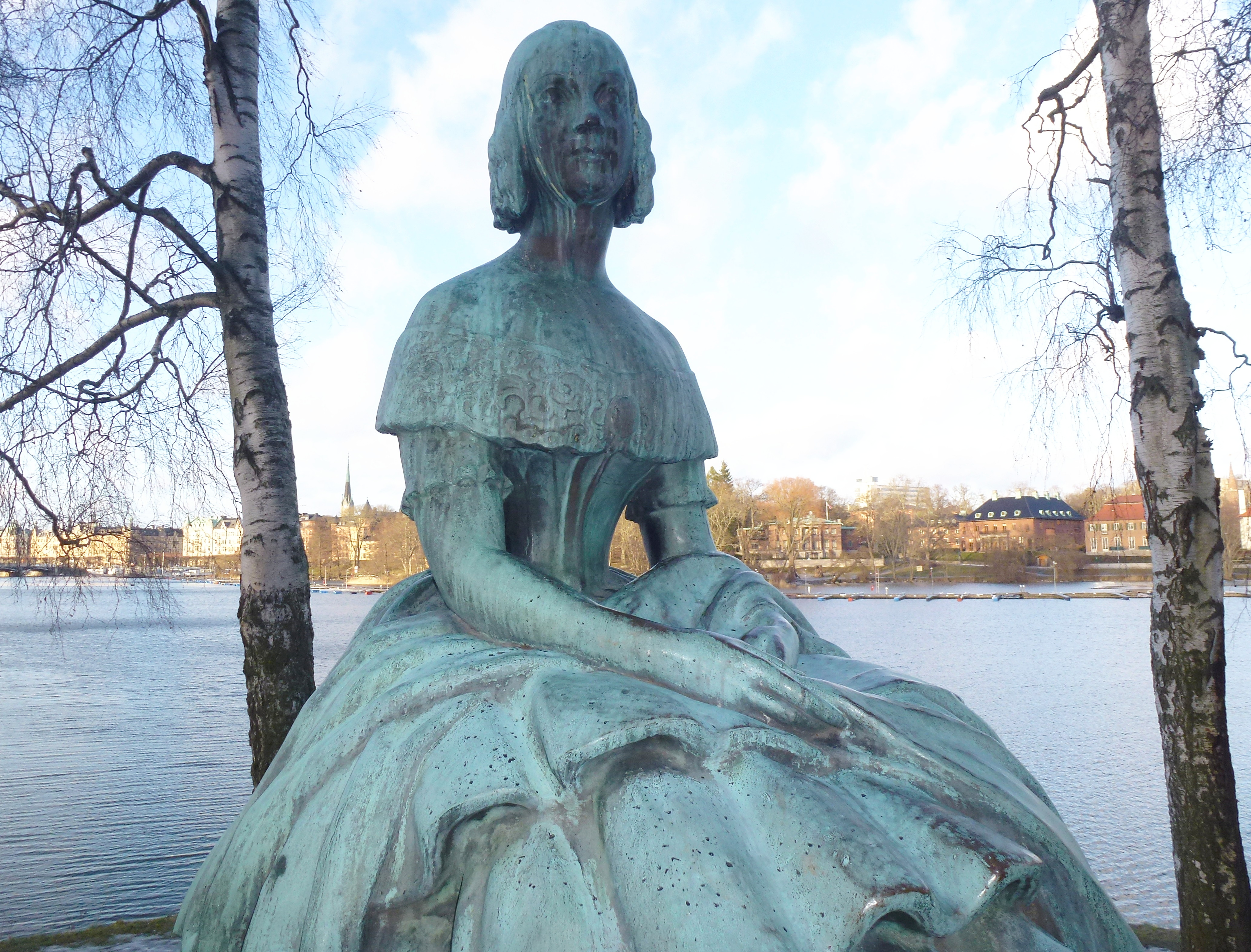
Jenny Lind-statyn på Djurgården i Stockholm.

- Linds födelsedag, den 6 oktober, bär sedan 1901 namnet Jenny i almanackan, till hennes ära.
- Var mellan 1996 och 2016 avbildad på den svenska femtiokronorssedeln.[22]
- Linds porträttmedaljong sattes upp 1894 i Westminster Abbey.
- En minnestavla uppsattes 1910 av Samfundet S:t Erik på det hus där hon föddes (Mäster Samuelsgatan 40).
- Det har rests en staty, formgiven av Erik Rafael-Rådberg, efter henne på Djurgården i Stockholm.
- Har fått en spårvagn i Göteborg uppkallad efter sig, vagn 377.
- Har fått flera gator uppkallade efter sig: I Lunden i Göteborg finns Jenny Lindsgatan. I Fruängen utanför Stockholm finns Jenny Linds gata. I Gottsunda utanför Uppsala finns Jenny Linds väg.
- I Londonstadsdelen Sutton finns också en gata som bär hennes namn, Lind Road, liksom en pub kallad ”The Nightingale”, efter hennes smeknamn ”Den svenska näktergalen”.
- Det USA-registrerade klipperskeppet ”Nightingale” var också uppkallat efter Linds smeknamn. Skeppet var försett med en porträttlik galjonsfigur av henne, som hamnade i Göteborg 100 år efter att skeppet hade sjunkit.[23]
- Jenny Lind Island är en ö i Kanada. Den ligger i provinsen Nunavut, i den nordöstra delen av landet.
- I Dinosauriernas nationalmonument-parken i Colorado, vid sammanflödet av Green River och Yampa River, ligger en smal klippformation som kallas Jenny Lind Rock.
- Nedslagskratern Lind på planeten Venus[24]